# Jurij Aljakszejevics Kurbika
Jurij Aljakszejevics Kurbika , belaruszul: Юрый Аляксеевіч Курбыка (Minszk, 1956. február 26. –) válogatott fehérorosz labdarúgó, kapus. Az év fehérorosz labdarúgója (1991).

## Pályafutása

### Klubcsapatban
1974 és 1985 között a Gyinamo Minszk, 1987–88-ban a Pahtaktor Taskent, 1988 és 1992 között ismét a Gyinamo labdarúgója volt. A minszki csapattal egy szovjet, két fehérorosz bajnokságot és egy fehéroroszkupa-győzelmet ért el. Játszott az 1983 őszi Rába ETO elleni BEK-nyolcaddöntő-mérkőzéseken, ahol kettős győzelemmel jutottak túl a győri együttesen. 1991-ben az év fehérorosz labdarúgójának választották.

### A válogatottban
1992-ben egy alkalommal szerepelt a fehérorosz válogatottban.

## Sikerei, díjai
- Az év fehérorosz labdarúgója (1991)

 /  Gyinamo Minszk / Dinama Minszk
- Szovjet bajnokság
  - bajnok: 1982
- Fehérorosz bajnokság
  - bajnok (2): 1992, 1992–93
- Fehérorosz kupa
  - győztes: 1992